# Anastasia (musical)
Anastasia is een musical met muziek en teksten van Lynn Ahrens en Stephen Flaherty, naar het boek van Terrence McNally. De musical is gebaseerd op de gelijknamige animatiefilm Anastasia uit 1997.
De musical ging op 13 mei 2016 als try-out in première in de Amerikaanse stad Hartford.

## Verhaal
De musical volgt de legende van de Russische grootvorstin Anastasia Nikolajevna van Rusland die de aanval van het executiecommando van de bolsjewieken in 1918 zou hebben overleefd.
Jaren later duikt Anya op, een weesmeisje dat hoopt sporen van haar familie terug te kunnen vinden. Ze komt Dmitri en Vlad tegen, twee oplichters die proberen Anya als rechtmatige vorstin naar voren te schuiven om een flinke beloning op te kunnen strijken, niet wetende dat de jonge Anya daadwerkelijk de groothertogin Anastasia Romanov van Rusland is.
Anya wordt achtervolgd door de meedogenloze Sovjet-officier Gleb en vlucht naar Parijs waar Anastasia's grootmoeder Maria woont. Daar wordt ze verliefd op Dmitri.

## Producties
- Hartford (13 mei 2016, als try-out)
- Broadway (24 april 2017)
- Madrid (3 oktober 2018)
- Stuttgart (15 november 2018)
- Den Haag (22 september 2019)

### Den Haag
Een Nederlandse productie ging op 22 september 2019 in première in het AFAS Circustheater in Scheveningen, Den Haag. Tessa-Sunniva van Tol speelt de rol van Anya met Milan van Waardenburg als Dmitry die van de Duitse naar de Nederlandse productie overgaat, waardoor hij de eerste acteur is die Dmitry in twee landen en in twee verschillende talen speelt. De andere hoofdrollen zijn van René van Kooten, Gerrie van der Klei, Ellen Evers en Ad Knippels. Op 23 maart 2020 moest de productie noodgedwongen stoppen in verband met de Coronapandemie. Alhoewel het oorspronkelijk de bedoeling was de productie in de loop van 2021 terug te brengen werd op 6 april 2021 bekend dat de productie definitief stopgezet was en dus niet terug zou keren wanneer de theaters weer zouden openen. De musical werd vervangen door een nieuwe versie van The Sound of Music.

## Muzieknummers
1e akte
Sint-Petersburg 1907, 1917 en 1927
- "Ooit in winterse dagen (Proloog)" - Keizerin-moeder, jonge Anastasia
- "De Laatste Dans van de Romanovs" - Orkest, ensemble
- "Roddel in St. Petersburg" - Dmitri, Vlad, ensemble
- "In Mijn Droom" - Anya, vrouwenensemble
- "De roddels gaan maar door" - Gleb, ensemble
- "Je leert het zo" - Vlad, Dmitri, Anya
- "De Njeva stroomt" - Gleb, Anya
- "De Njeva stroomt (reprise)" - dronkaards
- "Mijn Petersburg" - Dmitri, Anya
- "Ooit in winterse dagen" - Anya, ensemble
- "Een geheim" - Anya
- "Blijf heel even" - Graaf Ipolitov, Anya, Vlad, Dmitri, ensemble
- "Dat zien we wel" - Vlad, Anya, Dmitri, ensemble
- "Reissequens" - Gleb, Gorlinski, Anya, Vlad, Dmitri
- "Toch" - Gleb
- "Zoektocht door de tijd" - Anya

2e akte
Parijs 1927
- "Parijs vindt de weg naar je hart" - Vlad, Anya, Dmitri, ensemble
- "Paris" - Anya
- "Sluit de deur" - Keizerin-moeder
- "Glorie van weleer" - Lily, ensemble
- "De lady en de burgerman" - Lily, Vlad
- "Glorie van weleer (reprise)" - Gleb
- "Nachtmerrie" - Anya, ensemble
- "Tussen al die mensen" - Dmitri, Anya
- "Balletkwartet" - Anya, Dmitri, Keizerin-moeder, Gleb, Vlad, ensemble
- "Wat je wint" - Dmitri
- "Ooit in winterse dagen (reprise)" - Keizerin-moeder, Anya
- "De persconferentie" - Lily, Vlad, ensemble
- "Wat je wint (reprise)" - Anya, Gleb
- "Toch/De Njeva stroomt (reprise)" - Gleb, Anya, ensemble
- "Ooit in winterse dagen (finale)" - allen

## Rolverdeling

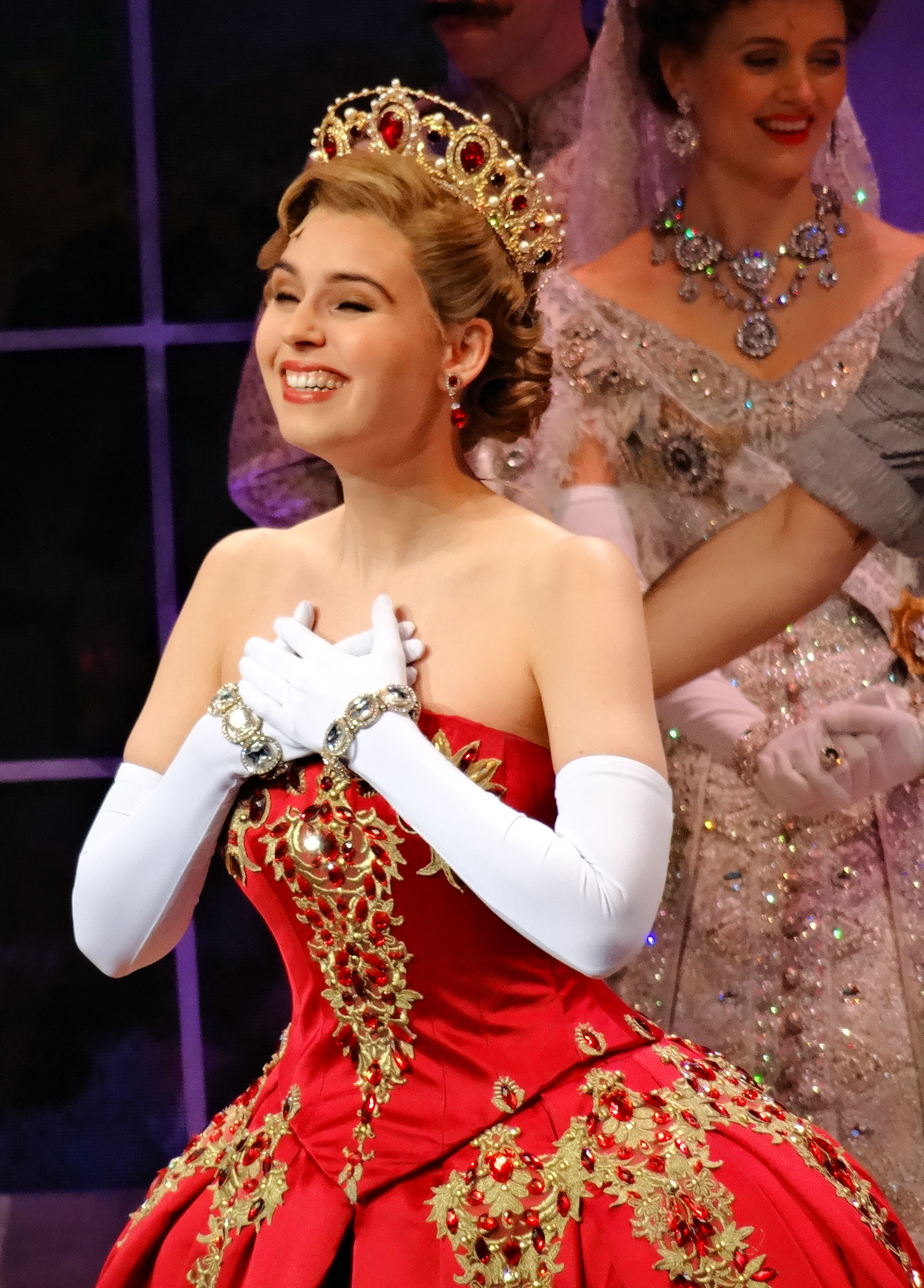
Van Tol als Anastasia

| Personage                                        | Den Haag |
| ------------------------------------------------ | --- |
| Anya                                             | Tessa van Tol |
| Dmitri                                           | Milan van Waardenburg |
| Keizerin-moeder                                  | Gerrie van der Klei en Liz Snoijink (alternate) |
| Gleb                                             | René van Kooten |
| Vlad                                             | Ad Knippels |
| Lily                                             | Ellen Evers |
| Tsarina/ensemble/cover Anya                      | Lois van de Ven |
| Tsaar/Ipolitov/ensemble/cover Gleb               | Steven Roox |
| Ensemble/cover Lily                              | Melise de Winter |
| Leopold/ensemble/cover Vlad                      | Armand Pol |
| Ensemble/cover Lily/walk-incover Keizerin-moeder | Saskia Schäfer |
| Ensemble/cover Dmitri                            | Calvin Kromheer |
| Von Rothbard/ensemble/ cover Siegergried         | Daniël Vliek |
| Marfa/jonge Anya/ensemble                        | Aimée de Pater |
| ensemble/cover Dmitri                            | Martijn van Voskuijlen |
| ensemble/cover Odette                            | Rita Correia |
| ensemble/cover Siegerfried/cover Von Rothbard    | Marnix Lenselink |
| ensemble/cover Anya                              | Willemijn Maandag |
| swing/cover Vlad                                 | Paul Walthaus |
| swing/assistent Dance Captain                    | Lysanne van der Sijs |
| swing/Dance Captain                              | Frank Beurskens |
| swing                                            | Suzanne de Heij |
| swing/cover Gleb                                 | Yannick Plugers |
| kindercast                                       | Mimi Maan, Teuntje van Zomeren, Sara de Jong, Annemijn van 't Hullenaar, Sophie Bos, Juniper Setton, Romy Joosten, Rinke Roos, Madelief Adriaansen, Olivia de Vries |